# کوکلهایم
کوکلهایم (به آلمانی: Kückelheim) یک منطقهٔ مسکونی در آلمان است که در اشمالنبرگ واقع شده‌است. کوکلهایم ۸۱ نفر جمعیت دارد.